# Dai-Guard
Dai-Guard (地球防衛企業 ダイ・ガード, Chikyū Bōei KiGyō Dai Gādo, lit. "Corporação de Defesa Terrestre Dai-Guard") é uma série de anime produzida pela Xebec e dirigida por Seiji Mizushima. Foi exibida originalmente entre 5 de outubro de 1999 e 28 de março de 2000 na TV Tokyo, durando 26 episódios.
Um garage kit foi lançado e vendido na loja online da Production I.G. A Bandai lançou figuras de ação baseadas na série: em março de 2011 e no mesmo mês de 2012. A série também esteve presente no jogo crossover Super Robot Wars Z2.
Dois episódios do anime foram exibidos nos Estados Unidos, na chamada "Semana do Robô Gigante" dentro do bloco Toonami do Cartoon Network até a extinção da mesma. Também foi transmitido na Itália pelo Rai Futura e Cooltoon.